# レベルのラベル
『レベルのラベル』は、1991年4月4日から同年9月26日まで日本テレビで放送されていたバラエティ番組である。放送時間は毎週木曜 25:40 - 26:10 （日本標準時）。

## 概要
毎回1つのテーマを取り上げ、それらをレベル1からレベル100まで段階を追って検証していた深夜番組。テーマ曲に使っていたのは、映画『栄光への脱出』のメインタイトルである。
深夜番組の性質のせいか、レベル69には毎回エロネタが組み込まれていた。あと番組冒頭とスタッフクレジット後に必ず「夜も更けてまいりました。テレビの音量には充分にご注意下さい」と注意換気の文字スーパーとナレーションが毎回入っていた。
当番組終了後は、同時間帯で放送された『流通神様』も同じような内容で放送されていた。

## テーマ
- 第01回：おかま
- 第02回：吉本新喜劇
- 第03回：チャネリング
- 第04回：パチンコ
- 第05回：いちご
- 第06回：ミニスカート
- 第07回：六本木
- 第08回：看護婦
- 第09回：ドラッグ
- 第10回：下着
- 第11回：毛
- 第12回：名古屋
- 第13回：お風呂スチュワーデス
- 第14回：スチュワーデス
- 第15回：あなたの知らない世界
- 第16回：湘南
- 第17回：ゴジラ
- 第18回：ラブホテル
- 第19回：CM
- 第20回：アニメ
- 第21回：1969
- 第22回：おっぱい
- 第23回：最終回

## スタッフ
- 出演：牛尾麻希子 - テラ役で出演。
- ナレーション：大森章督
- 構成：水谷和彦、KAORU薫、吉田由紀子、栗田悌志、矢澤和重、飯田まち子
- 美術：中野嘉一郎
- タイトル：矢野奈緒子 (nix company)、青沼和子 (nix company)
- スタイリスト：戸田直子
- ヘアメイク：白川正行、久保田春恵
- TK：石島加奈子
- 編集：大貫悟、柳生俊一、蛭田秀昭、蝦名峰子、虫谷聡（映像通信）
- MA：川原崎智史、伊東香澄、岡田光成、中台亘香、亀谷光洋、村松真澄（映像通信）
- 音効：鈴木勉、稲船義之、大谷敏夫
- CG：北川情報機器（高野純一、瀧澤澄人、相坂光徳）
- ペイント：竹尾康彦、関根靖子
- 技術協力：映像集団
- デスク：戸田京子
- 演出補：木下隆、佐久間恭子、高松智明
- 演出：天野方也、桑原勇蔵、大谷太郎、長平良亜生
- プロデューサー：森本規夫、佐藤一、石坂公彦
- 制作協力：INFAS
- 制作：白石重昭
- 製作著作：日本テレビ

| 日本テレビ 木曜25:40枠 | 日本テレビ 木曜25:40枠                          | 日本テレビ 木曜25:40枠                     |
| 前番組 | 番組名                                          | 次番組                                     |
| --- | ----------------------------------------------- | ------------------------------------------ |
| SO・WHAT? （1990年10月4日 - 1991年3月28日） ※25:10 - 26:05バカヤローは愛の言葉 （1990年10月4日 - 1991年3月28日） ※26:05 - 27:00 | レベルのラベル （1991年4月4日 - 1991年9月26日） | 流通神様 （1991年10月3日 - 1992年3月26日） |